# Pantsermeervallen
De pantsermeervallen (Callichthyidae) zijn een familie van vissen zonder schubben uit de orde meervalachtigen (Siluriformes). In de plaats van schubben wordt hun lichaam door grote beenplaten onder de slijmhuid (als een pantser) beschermd, waaraan ze hun naam danken.

## Beschrijving
Aan de monddelen met 6 baarddraden is te zien dat het bodemvissen zijn. De pantsermeervallen hebben 4 langere baarddraden op de bovenkaak en 2 kortere op de onderkaak.
De meeste soorten zijn gestippeld, gestreept of gevlekt. De achtergrondkleur varieert van zilverachtig, witachtig tot geel.

## Voedsel
Pantsermeervallen eten algen en voedselresten, waardoor ze redelijk populaire aquariumvissen zijn ondanks de onopvallende kleuren. Ze woelen met hun baarddraden de bodem om, op zoek naar voedsel.

## Geslachten
- Aspidoras R. Ihering, 1907
- Brochis Cope, 1871
- Callichthys Scopoli (ex Gronow), 1777
- Corydoras Lacepède, 1803
- Dianema Cope, 1871
- Hoplosternum T. N. Gill, 1858
- Lepthoplosternum R. E. dos Reis, 1997
- Megalechis R. E. dos Reis, 1997
- Scleromystax Günther, 1864